# Dvorec Straža
Dvorec Straža (nemško Straschahoff) stoji v naselju Cerina v Občini Brežice.

## Zgodovina
Koroški vojvoda Bernard Spanheimski je izdal ustavno listino leta 1249 in ustanovil podružnico Cistercijanskega samostana Kostanjevica na Krki v Cerini.

## Galerija
- Dvorec v Valvasorjevi Topografiji leta 1679
- Dvorec v Franciscejskem katastru za Kranjsko, 1823–1869
- Zahodna stran s kapelo
- Vhodni portal